# Cảnh quan Công nghiệp Blaenavon

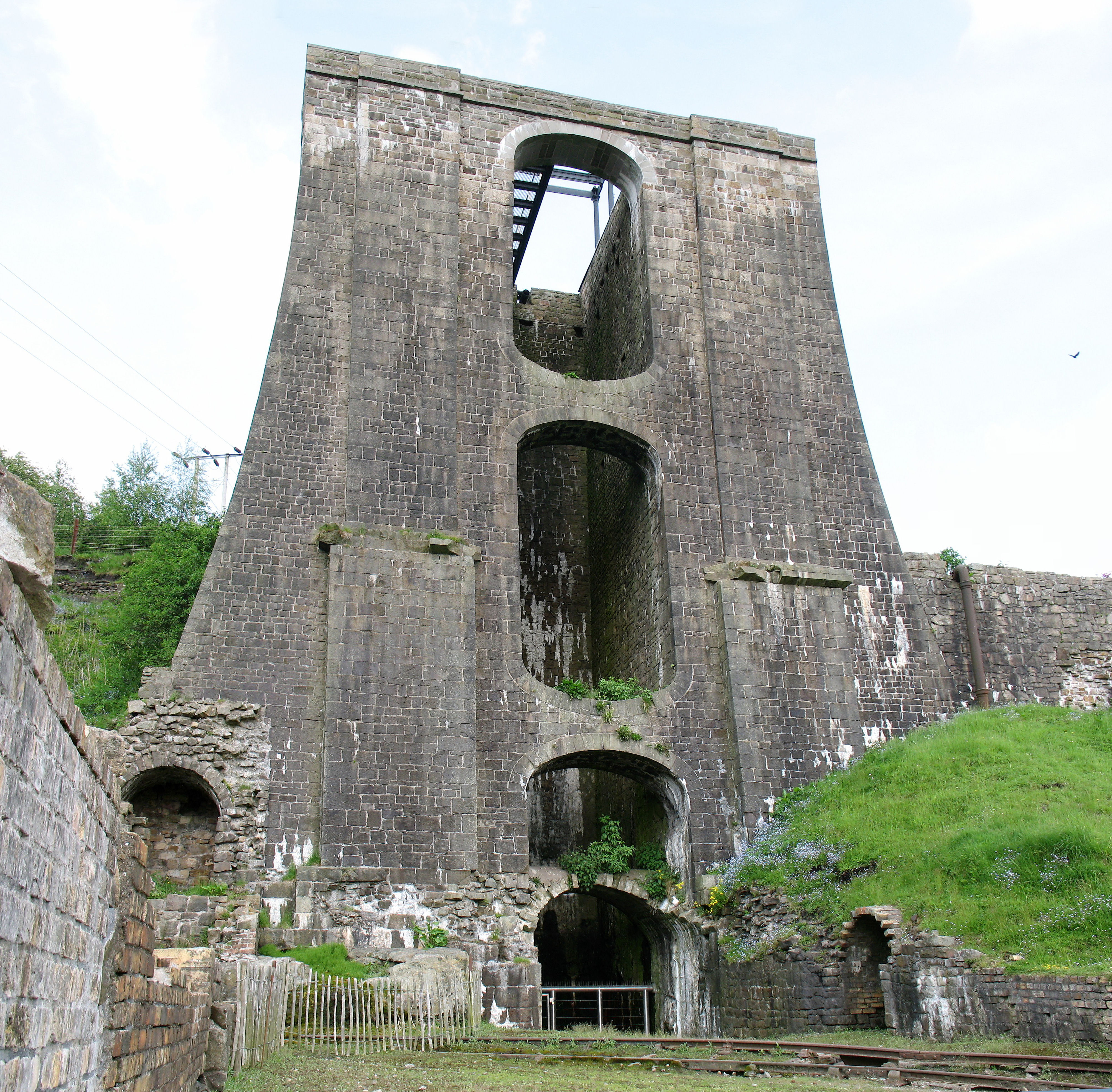
Tháp cân bằng nước Blaenavon

Cảnh quan Công nghiệp Blaenavon là một Di sản thế giới được UNESCO công nhận vào năm 2000 nằm tại Blaenavon và khu vực xung quanh thuộc Torfaen, xứ Wales. Xưởng đúc đồ sắt Blaenavon bây giờ là một bảo tàng từng là trung tâm lớn về sản xuất đồ sắt sử dụng nguyên liệu khai thác tại địa phương là quặng sắt, than đá và đá vôi. Nguyên liệu và sản phẩm đã được vận chuyển qua đường tàu điện, xe ngựa kéo, kênh mương và đường sắt hơi nước. Các cảnh quan bao gồm các khu vực được bảo vệ hoặc được liệt kê như là di tích của quá trình công nghiệp bao gồm các cơ sở hạ tầng, công trnhf giao thông, nhà ở cho công nhân và các công trình khác minh chứng cho quá trình công nghiệp hóa sớm ở Nam Wales.

## Lịch sử
Cuộc cách mạng công nghiệp ở Anh dựa trên sắt và than đá với sản phẩm chính được sản xuất tại khu vực thung lũng Nam Wales. Sản xuất gang trong khu vực tăng từ 39.600 tấn năm 1796 lên 666.000 tấn trong năm 1852, và sắt đã được sử dụng để xây dựng đường sắt, các nhà máy và động cơ trên khắp thế giới. Blaenavon là một trung tâm quan trọng của khai thác than và sắt của Nam Wales trong những năm cuối thế kỷ 18 và đầu thế kỷ 19. Xưởng đúc gang Blaenavon được mở khoảng năm 1789 và giúp quá trình khai mỏ, than đá và nhà ở cho người lao động phát triển.
Blaenavon nằm ở cuối phía trên của thung lũng sông Afon Lwyd ở Nam Wales. Di sản thế giới này nằm trên phần lớn diện tích đất mà Công ty Blaenavon thuê vào năm 1789. Các địa điểm khác ở phía đông bắc của mỏ than Nam Wales.Khu vực này là một ví dụ tuyệt vời của một cảnh quan công nghiệp hình thành vào cuối thế kỷ 18, đầu thế kỷ 19 về hoạt động khai thác mỏ và luyện gang. Diện tích 3.290 ha (8.100 mẫu Anh) của di sản này bao gồm Xưởng đúc gang Blaenavon và mỏ than Big Pit, bao quanh bởi các mỏ khai thác đá, nhà máy sản xuất, đường sắt, kênh mương, nhà ở cho người lao động và cơ sở hạ tầng xã hội khác.

## Các yếu tố cảnh quan
Xưởng đúc gang Blaenavon từng hoạt động trong khoảng thời gian từ năm 1789 đến 1902 ngày nay được quản lý bởi Cadw (cơ quan quản lý di sản của Wales). Những gì còn lại của xưởng là quần thể 6 lò cao, nhà xưởng đúc, phòng nồi hơi, tháp nước cân bằng được sử dụng để nâng và hạ tải đường sắt, nhà ở cho công nhân xung quanh quảng trường. Những phần còn lại của lò từ thế kỷ 18 đến đầu thế kỷ 19 đều được bảo quản tốt. Các yếu tố khác bao gồm một tháp nước được xây dựng từ năm 1839, hai nhà đúc, lò nung đã bị hư hại, các cấu trúc gang và nền tảng của các cột ống khói lớn.
Big Pit là mỏ than cuối cùng còn hoạt động trong khu vực. Các tòa nhà trên mặt đất, thiết bị nâng và cơ sở vận hành dưới lòng đất vẫn ở trong tình trạng tốt. Mỏ than Big Pit từng hoạt động từ năm 1860 cho đến 1980 hiện được Amgueddfa Cymru - Bảo tàng Quốc gia Wales quản lý. Các công trình hầm đầu nguyên bản vẫn được bảo tồn, bao gồm tháp giếng mỏ, động cơ nâng tời và bể chứa. Mỏ than được mở cửa trở lại như một bảo tàng vào năm 1983. Du khách có thể tham gia một chuyến tham quan dưới lòng đất. Năm 2005, nó đã giành được giải thưởng Gulbenkian cho bảo tàng của năm. Các tòa nhà mở rộng từ thời kỳ công nghiệp ban đầu bao gồm Ty-Mawr (Nhà lớn) hay còn được gọi là Nhà Blaenavon được xây dựng cho bậc thầy về sắt Samuel Hopkins vào năm 1791; nhà bậc thang của công nhân; Nhà thờ Thánh Phêrô (1804); trường Thánh Phê rô (1816) và Hội trường Công nhân Blaenavon (1894). Các yếu tố khác của Cảnh quan Công nghiệp là các mỏ và mỏ đá bao gồm than đá, quặng sắt, đá vôi được khai thác. Có dấu vết của đường sắt xe ngựa, đường hầm và đường dốc được sử dụng để chở quặng sắt, than và đá vôi đến các xưởng luyện sắt, và chở gang đến lò rèn Garnddyrys. Sắt rèn được đưa từ lò rèn đến Llanfoist bằng kênh đào Brecknock và Abergavenny, từ đó vận chuyển đến khắp các nơi khác của nước Anh và thế giới. Có những con đường đi bộ và đường mòn mà du khách có thể khám phá cảnh quan. Lối đi bộ được men theo đường ray của những tuyến đường sắt sớm nhất. Đường sắt Pontypool và Blaenavon từng là một cơ sở vận tải quan trọng. Đường sắt hơi nước đã được khôi phục và có một nhà ga ở trung tâm thị trấn.

## Bảo tồn
Cảnh quan bao gồm 24 cụm di tích với 82 tòa nhà đã được liệt kê, trong đó những công trình quan trọng nhất thuộc sở hữu công cộng. Vào thời điểm được công nhận là Di sản thế giới, nhiều thành tố bị đi dọa do không được bảo tồn. Kể từ đó, đã có nhiều công việc bảo tồn được diễn ra, bao gồm Big Pit cùng các yếu tố lịch sử khác của Blaenavon và cảnh quan xung quanh.

## Sources
- Blaenavon Industrial Landscape, Cadw, Bản gốc lưu trữ ngày 24 tháng 4 năm 2016, truy cập ngày 14 tháng 4 năm 2016
- Blaenavon Industrial Landscape, UK Local Authority World Heritage Forum, 2013, Bản gốc lưu trữ ngày 24 tháng 4 năm 2016, truy cập ngày 14 tháng 4 năm 2016
- Blaenavon Industrial Landscape, UNESCO, truy cập ngày 14 tháng 4 năm 2016
- Galla, Amareswar (ngày 22 tháng 11 năm 2012), World Heritage: Benefits Beyond Borders, Cambridge University Press, ISBN 978-1-139-85215-9, truy cập ngày 14 tháng 4 năm 2016